# Florian Wellbrock
Florian Wellbrock (født 19. august 1997) er en tysk svømmer.
Han deltog i 1500 meter fri ved OL 2016 i Rio de Janeiro og endte som nummer 32.
I 2018 blev han europamester i 1500 m fri og vandt bronze i 800 m fri. Desuden vandt han EM-sølv i 5 km åbentvandssvømning for hold. Året efter vandt han to guldmedaljer ved VM, henholdsvis i 1500 m og i 10 km åbent vand. I 2020-2021 vandt han EM-bronze i 5 km åbent vand for hold.
Wellbrock stillede op i tre discipliner ved OL 2020 i Tokyo (afholdt i 2021}. Først blev han nummer fire på 800 m fri, derpå svømmede han 1500 m fri og vandt først sit indledende heat. I finalen førte han i store dele af løbet med ukraineren Mykhajlo Romantjuk lige efter sig, men amerikaneren Robert Finke kom på sidste omgang i en stærk spurt og sejrede foran Romantjuk, mens Wellbrock fik bronze. Nogle dage senere stillede han op i 10 kilometer i åbent vand, og her førte han fra start til mål og blev olympisk mester i tiden 1.48.33,7 timer, mens ungareren Kristóf Rasovszky blev nummer to, mere end 25 sekunder efter, og italieneren Gregorio Paltrinieri blev nummer tre, yderligere et par sekunder bagud.